# Gobernador regional de Tarapacá
El gobernador de la Región Tarapacá es la autoridad elegida por voto popular mediante sufragio universal para ejercer el gobierno de la Región de Tarapacá, Chile, como su representante natural e inmediato en dicho territorio. Además, participa en la administración de la región, como órgano que integra el Gobierno Regional de Tarapacá.

## Historia
Una reforma constitucional del año 2017 dispuso la elección popular del órgano ejecutivo del gobierno regional, creando el cargo de gobernador regional y estableciendo una delegación presidencial regional, a cargo de un delegado presidencial regional, el cual representa al poder ejecutivo y supervisa las regiones en conjunto a los delegados presidenciales provinciales. Tras las primeras elecciones regionales en 2021, y cuando asumieron sus funciones los gobernadores regionales electos, el 14 de julio de 2021, el cargo de intendente desapareció.

## Atribuciones y competencias
Entre las labores que debe cumplir un gobernador regional, se encuentra las siguientes:
- Asumir como jefe del Servicio del Gobierno Regional (siendo representante judicial, nombramiento de funcionarios, etc).
- Tendrá competencias normativas, siendo la más relevante la de solicitar al Gobierno Central que le transfiera competencias radicadas en ministerios y servicios públicos, a su Gobierno Regional.
- Tendrá las atribuciones para planificar, como la política regional de desarrollo o el plan regional de ordenamiento territorial; otra labor de la que se deberá encargar es la del presupuesto regional.
- Tendrá que coordinar, supervigilar y fiscalizar a los servicios públicos que en el futuro puedan crearse, y que dependan o se relacionen con el Gobierno Regional.

## Gobernadores de la Región de Tarapacá
| N°. | Gobernador(a) | Gobernador(a)                 | Partido | Partido | Inicio              | Final       |
| --- | ------------- | ----------------------------- | ------- | ------- | ------------------- | ----------- |
| 1.º |               | José Miguel Carvajal Gallardo |         | COM     | 14 de julio de 2021 | En el cargo |
| 1.º | Ind.          | José Miguel Carvajal Gallardo |         |         | 14 de julio de 2021 | En el cargo |

- Gobernador regional de Chile
- Organización territorial de Chile
- Región de Tarapacá